# Aqabah
Aqabah, també anomenada Al Aqabah, Aqaba o Al Aqaba (àrab: العقبة, al-ʿAqaba), és una vila palestina de la governació de Tubas a Cisjordània al nord de la vall del Jordà, a Cisjordània que objecte de demolició per l'Administració civil israeliana (l'agència de les FDI responsable del control de Cisjordània). Envoltada de dues bases militars israelians i un 'mur virtual' de llocs de control, les connexions d'Al-Aqaba amb les comunitats veïnes, els mercats i la vall del Jordà han estat tallades gradualment: des de 1967, la població d'al-Aqaba ha disminuït en un 85%, passant de prop de 2.000 a 300 en l'actualitat. Molts residents d'al-Aqaba ja no viuen al mateix poble, tot i que encara esperen tornar a la seva terra, i encara envien els fills a l'escola local.
És situada a l'Àrea C de Cisjordània a la vora de la vall del Jordà, el poble és completament sota jurisdicció civil i control militar israelià. L'Administració Civil d'Israel ha emès fins al moment 39 ordres de demolició contra les cases i estructures de la localitat, incloent el centre mèdic, una escola bressol amb finançament internacional, les cases i la mesquita del poble.
El 17 d'abril de 2008 va ser rebutjada una petició al Tribunal Suprem d'Israel demanant a la cort que cancel·lés les ordres de demolició sobre la base d'un pla d'ús del sòl existent.
Els vilatans, dirigits per l'alcalde Haj Sami Sadeq, han començat una campanya local i internacional, en cooperació amb diverses organitzacions de drets humans israelianes i estatunidenques, per salvar el poble. La campanya ha inclòs convidar israelians i diplomàtics estrangers a visitar Akaba, pressionar al Quartet demanant la seva intervenció, i la realització d'una gira als Estats Units amb la participació de l'alcalde Sadeq i del prominent arquitecte israelià Shmuel Groag .
L'objectiu de la campanya és animar les autoritats israelianes a autoritzar els plans d'ús del sòl i permetre que el poble segueixi existint.

## Història

### Període romà d'Orient
Aqabah s'esmenta en la inscripció del Mosaic de Rehob (segle vi-vii) sota el nom ’Iqabin (איקבין), era un lloc habitat majoritàriament per no jueus i, per tant, els productes agrícoles obtinguts a la zona podrien ser collits per jueus sense les restriccions normals imposades durant l'any sabàtic, o la necessitat de delme.

### Ocupació israeliana (1967-)
Després de la Guerra dels Sis Dies de 1967, durant 36 anys, Aqabha era el lloc d'un camp militar israelià, i l'àrea va ser declarada com a zona militar tancada, amb només quatre cases de pedra anteriors a 1967 considerades per la potència ocupant com a 'legals'. S'ha ordenat demolir unes altres 70 cases construïdes, ja que sense permís d'Israel, que no es pot obtenir a les àrees definides com a zones militars. Les Forces de Defensa d'Israel hi fan exercicis d'entrenament amb foc real dins de la localitat, causant la mort de vuit vilatans i ferint-ne més de 50.
Haj Sami Sadeq, alcalde d'Aqabah, és una de les víctimes d'aquests exercicis d'entrenament amb foc real, paralitzat i en cadira de rodes per trets de tres bales mentre treballava les seves terres als setze anys. A més, segons l'Oficina de les Nacions Unides per a la Coordinació d'Assumptes Humanitaris, l'exèrcit israelià també va expropiar grans extensions de terra privada registrada.
El 27 de juny de 2001, Aqabah va guanyar una batalla legal al Tribunal Superior de Justícia d'Israel (TSJ) quan el TSJ recomanà l'exèrcit retirar el camp militar de les terres del poble i trobar un altre lloc.
Dos anys més tard, l'exèrcit israelià va complir l'ordre del tribunal, i al juny de 2003, el camp militar va ser finalment retirat del poble. Israel s'ha negat a connectar el poble a una xarxa d'aigua i els subministraments han de ser adquirits i portats en camions. Després que la seva casa va ser demolida l'agost de 2015, Rashid Dabak va comentar: «El problema amb els israelians és que pateixen d'un feble sentit d'humanisme».

## Inversió estrangera i ajuda
Els vilatans es basen principalment en l'agricultura i el pasturatge com a mitjà de vida, amb un ramat de bestiar combinat de prop de huit-cents animals. Reconeixent que els residents d'Akaba són propietaris legals d'aproximadament 3500 dúnams de terra registrada (Tabo), els aliats d'Israel, les Nacions Unides, i diverses organitzacions internacionals han invertit molt al poble: USAID ha ajudat a construir la carretera, el govern britànic ha construït la clínica mèdica, i l'ambaixada del Japó ha donat fons per un dipòsit d'aigua.
El 2004, l'organització americana sense ànim de lucre, The Rebuilding Alliance, hi va construir una llar d'infants gran i moderna i una escola primària. Aqabah va ser escollit com el lloc per a la llar d'infants perquè la victòria al Tribunal Suprem de la vila contra les FDI semblava garantir que seria reconeguda legalment pel govern israelià i no seria demolida.
En un projecte conjunt, l'ambaixada del Japó, l'ambaixada de Bèlgica i l'ambaixada de Noruega van ajudar a afegir un segon pis a la guarderia. En ser l'única escola bressol a tota la zona, avui l'escola bressol d'Aqabah té més de 130 alumnes i 70 més de primària a la regió. El Programa de Desenvolupament de les Nacions Unides, CARE Internacional, l'ambaixada de Dinamarca i els neerlandesos també han invertit recursos en la construcció i les estructures de manteniment a la localitat.

## Amenaces i ordres de demolició
Situat a l'Àrea C de Cisjordània, Aqabah és subjecta a l'autoritat i reglaments de zonificació de l'Administració Civil israeliana. El 1998, el Consell de la vila va reclamar a l'Administració Civil Israeliana un pla mestre que permetés al poble obtenir permisos per a la construcció, però l'Administració Civil no hi va respondre. Com a resultat, Aqabah va ser deixada sense un pla de zonificació a excepció de la realitzada pels britànics el 1945.
L'organització israeliana d'esquerra Gush Shalom afirma que tot i l'augment de la població i les necessitats canviants dels habitants del poble, l'Administració Civil ignora les seves necessitats i els ha convertit en "delinqüents" en contra de la seva voluntat. Segons l'alcalde Sadeq, 600 residents es van veure obligats a abandonar el poble a causa de les polítiques d'expansió i annexió d'Israel, i només hi queden 300 residents.
El 2003, l'Administració Civil Israeliana va començar a emetre ordres de demolició contra les estructures de la comunitat, al·legant «falta de permisos de construcció» i fent cas omís dels repetits intents del poble d' aconseguir un pla d'ús de sòl autoritzat.
Els bulldozers enviats per l'Administració Civil van arribar al poble i van destruir dues cases. Després de la intervenció del Consolat dels Estats Units es van suspendre les demolicions. No obstant això, l'Administració Civil va continuar l'emissió d'ordres de demolició per promoure el seu pla de demolir el poble i convertir-lo en «zona militar tancada».
L'alcalde Sadeq i Gush Shalom argumenten que el pla d'Israel pretén annexionar 805 dúnams més de terres del llogaret i remodelar el poble de conformitat amb el pla de l'Administració Civil. Segons aquest pla, l'exèrcit té la intenció de demolir totes les cases que es trobin fora de la nova frontera de la localitat i traslladar aquestes famílies als nous límits de la localitat després que perdin la major part de les seves terres.
Si el pla de l'Administració Civil s'aplica plenament i l'exèrcit destrueix la major part de les cases, només romandran sis cases dins de la nova frontera, i per a tots els propòsits pràctics el poble serà destruït.
Al desembre de 2008, 39 de les estructures de la comunitat - pràcticament tot el poble- tenien ordres de demolició.

### Petició denegada al Tribunal Suprem
La vila, amb l'ajuda de la Rebuilding Alliance, va contractar un advocat israelià per demanar al Tribunal Suprem d'Israel l'aixecament de les ordres de demolició i iniciar un pla d'ús del sòl que respongués a les necessitats de la població. La petició es va presentar el gener de 2004, i el tribunal va emetre una ordre de restricció temporal de més demolicions en espera de la resolució del cas.
El 17 d'abril de 2008, després de quatre anys de negociacions, el Tribunal Suprem, establert com a Alt Tribunal de Justícia, finalment va examinar el cas. A cap dels residents del poble se li va permetre assistir a l'audiència al Tribunal Suprem a Jerusalem.
En els arguments orals, l'advocat Tusya-Cohen va dir que era el deure de l'Estat establir un equip d'experts, l'elaboració d'un Pla Mestre fins a la data, segons la qual es podrien emetre els permisos de construcció, i que no s'adhereixin a un pla completament obsolet, dècades fora de data i inapropiat completament a les condicions sobre el terreny, fent dels seus clients "transgressors de la llei" en contra de la seva voluntat. El mateix dia de l'audiència, el Tribunal va emetre una resolució d'una pàgina denegant les peticions i autoritzant la demolició de totes les estructures. Els jutges Edmond Levy, Miriam Naor i Yoram Danziger va escriure:
| « | Pel que fa a les ordres de demolició en si, els peticionaris no tenen una causa real per a la concessió d'una comanda i rebre una compensació. Fins i tot si les autoritats de planificació han comès una negligència per omissió, i nosaltres no ho diuem, això no dona el permís per a la construcció caòtica i fets sobre el terreny que podrien arribar a ser obstacles per a qualsevol planificació futura. D'altra banda, la cancel·lació de les ordres de demolició - com sol·liciten els peticionaris - seria equivalent que la Cort autoritzés els [edificis] delictes, i és obvi que els peticionaris no poden guanyar aquest recurs. | » |

Els jutges van concloure i autoritzar la demolició de tot el poble. Van afegir, però, que estaven "reconeixent" la proposta de l'Administració civil que deixaria alguns edificis públics de peu, però demoliria la major part de les cases..

### Resposta a la decisió del Tribunal Suprem

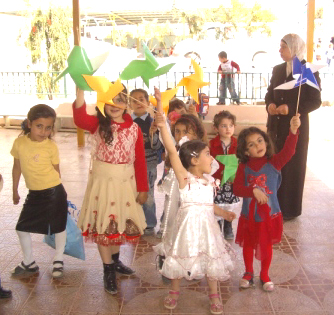
Nens de la llar d'infants s'oposen a la demolició portant "molinets per la pau"

Els residents d'Aqabah, l'alcalde Haj Sami Sadeq i els organitzacions de drets humans israelianes i estatunidenques van decidir continuar a lluitar per salvar el poble. En una lletra de protesta al ministre de Defensa israelià Ehud Barak, Gush Shalom, el Bloc de la pau israelià, va escriure:
| « | Els que signen una ordre tan bàrbara i envien soldats a terroritzareals nens en un poble petit i tranquil, on viuen uns centenars de famílies, demostren la nul·litat dels discursos de pau governamentals i conferències solemnes." | » |

The Rebuilding Alliance i Gush Shalom afirmen que la decisió del Tribunal Suprem és un greu error, ja que es basa en tergiversacions greus i omissió dels fets. Com a documents de l'Oficina de les Nacions Unides per a la Coordinació d'Assumptes Humanitaris demostrar, el 1998 el Consell del Poble va presentar un pla mestre.
Per tant, l'afirmació que no hi ha un pla mestre és objectivament errònia. Amb l'Administració civil autoritzada o dirigida d'una altra manera, els vilatans haurien pogut obtenir permisos per a la construcció. A més, el 2006 el poble va encarregar un altre pla d'ús de la terra integral que va ser elaborat per l'arquitecte Jamal Juma, però l'administració civil israeliana va ignorar el pla. En la seva decisió, el Tribunal Superior de Justícia d'Israel va ignorar l'existència d'aquests plans, i van considerar falsament els vilatans com a "transgressors de la llei" i "constructors caòtics" que no respectaven les lleis.
D'altra banda, a l'abril de 2008, l'ONG israeliana Bimkom (Planificadors israelians per planificar Drets) va revisar el pla de zonificació del poble per assegurar la seva conformitat amb els estàndards israelians. L'arquitecte Shmuel Groag, cofundador de Bimkom i expert en urbanisme, va revisar i editar el pla i en va recomanar l'autorització. Al setembre de 2008, en la seva compareixença davant els congressistes al Capitoli,  Groag va declarar:
| « | La vila d'Al Akaba és propietària legítima de la seva terra, coneix les seves pròpies necessitats, i ha de tenir el mateix dret a ser reconeguda i a tenir un pla mestre com qualsevol altra ciutat al món modern. No obstant això, l'exèrcit israelià nega habitualment el permís de construcció per als palestins a la zona C sense tenir en compte les necessitats palestines mentre que els assentaments jueus s'expandeixen a la zona C sense tenir en compte el dret internacional. | » |

La fundadora de Rebuilding Alliance Donna Baranski-Walker va emetre un comunicat de premsa assenyalant que al poble mai s'havia plantejat cap problema de seguretat, i no hi havia cap justificació per a la demolició de les cases. Les ordres de demolició havien de ser suspeses fins que s'autoritzés el pla d'ús del sòl de Bimkom.
Aquest curs d'acció segueix un precedent que es va establir en el cas del poble palestí de Wallaje al sud de Jerusalem, que també s'ha salvat en espera de l'autorització d'un pla d'ús de la terra. El 2008, les famílies d'Aqabah, l'alcalde, Bimkom i Gush Shalom han reclamat la implementació d'un pla similar en el cas d'Aqabah, i han instat les autoritats israelianes per evitar la destrucció del poble.